# Патерно (провінція Катанія)
Патерно (італ. Paternò, сиц. Patennò) — муніципалітет в Італії, у регіоні Сицилія, метрополійне місто Катанія.
Патерно розташоване на відстані близько 530 км на південний схід від Рима, 150 км на південний схід від Палермо, 16 км на захід від Катанії.
Населення — 48 484 особи (2014).

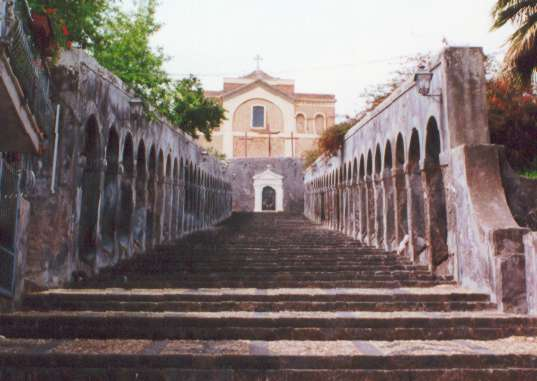

Щорічний фестиваль відбувається 4 грудня. Покровитель — Santa Barbara.

## Демографія
Населення за роками:

Станом на 1 січня 2023 року в муніципалітеті офіційно проживало 937 іноземців з 39 країн, серед них 567 громадян країн Євросоюзу та 18 громадян України.

## Уродженці
- Франческо Коко (*1977) — відомий у минулому італійський футболіст, захисник.

## Сусідні муніципалітети
- Бельпассо
- Б'янкавілла
- Кастель-ді-Юдіка
- Чентурипе
- Рагальна
- Рамакка
- Санта-Марія-ді-Лікодія